# Hanns Holenia
Hanns Holenia, eigentlich Johann Baptist Emil Othmar, (* 5. Juli 1890 in Graz; † 8. November 1972 ebenda) war ein österreichischer Komponist und NS-Funktionär.

## Leben

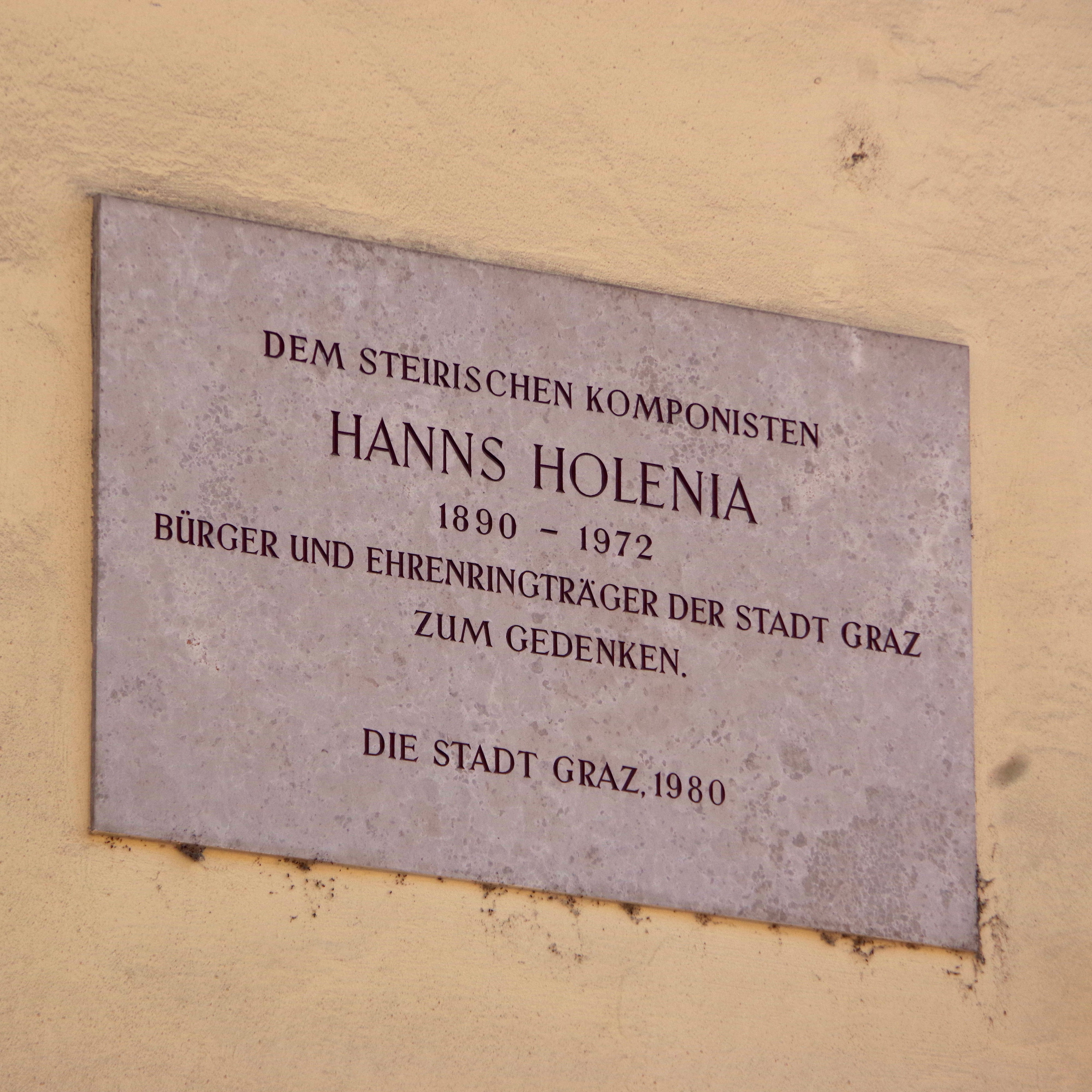
Gedenktafel, Klosterwiesgasse 3, Graz

Von 1908 bis 1912 nahm Johann Othmar Unterricht an der Musikschule des Musikvereins für Steiermark in Graz und absolvierte ein Philosophiestudium an der Universität. 1913/14 wurde er von Roderich Mojsisovics von Mojsvár in Graz und von Emil von Reznicek in Berlin unterrichtet.
Nach dem Ersten Weltkrieg arbeitete er als Beamter der Landesregierung in Graz. Im Jahr 1922 wurde Othmar alias Hanns Holenia Kapellmeister in St. Gallen und anschließend in Zürich. Ab 1933 lebte Holenia wieder in Graz, unterrichtete von 1940 bis 1945 Instrumentationslehre an der von den Nationalsozialisten nach dem sogenannten Anschluss Österreichs gegründeten Hochschule für Musikerziehung in Graz-Eggenberg.
Holenia schuf Opern, Orchesterwerke, Kammermusik, Klavier- und Chorwerke. Seine Kompositionen sind der Nachromantik und dem Impressionismus verhaftet.

## Rolle im Nationalsozialismus
Zum 1. August 1931 trat Holenia der NSDAP bei (Mitgliedsnummer 593.168). Holenia gehörte damit zu den frühen Nationalsozialisten in Österreich, die in den 1930er Jahren aus der Illegalität heraus wirkten. Nach dem sogenannten Anschluss gelangte er rasch in mehrere wichtigen Positionen des Kulturlebens: 1939/40 als Landesleiter der Reichsmusikkammer, Gau Steiermark, zusammen mit dem Komponisten Franz Mixa und dem Musikfunktionär Hermann Kundigraber, beide ebenfalls Parteimitglieder. Auch an der Neuorganisation des Steirischen Musikschulwerks durch die Nationalsozialisten war Holenia beteiligt, hier in Zusammenarbeit mit Felix Oberborbeck, Ludwig Kelbetz, Josef Papesch und Konrad Stekl, allesamt Mitglieder der NSDAP. An der als eines der Prestige-Kulturprojekte des Nazi-Regimes neugegründeten Hochschule für Musikerziehung in Graz-Eggenberg gehörte er zum Lehrkörper.

## Tätigkeiten und Rezeption nach 1945
Wie viele Ehemalige konnte auch Holenia nach 1945 nahtlos weiterarbeiten, und zwar im Dienst der Landesregierung Steiermark. Dass die alten Verbindungen aus der Zeit des Nationalsozialismus noch funktionierten, zeigt die Neugründung des Steirischen Tonkünstlerbundes im Jahr 1957. Holenia gehörte zum Gründungskomitee neben einer Reihe von ehemaligen NSDAP-Mitgliedern und Personen, die bis 1945 zentrale Positionen im NS-gesteuerten Kulturleben innehatten: die Komponisten Konrad Stekl, Josef Kolleritsch und Hannes Kuegerl sowie der Geiger Artur Michl.
Die Rezeption der Person Holenias und seines Schaffens nach 1945 ist gekennzeichnet durch konsequentes Verschweigen seiner frühen Hinwendung zum Nationalsozialismus. So fehlen Hinweise darauf, trotz ausführlicher biografischer Angaben, sowohl im Katalog zur Steirischen Landesausstellung Musik in der Steiermark von 1980, als auch in der Online-Ausgabe des Österreichischen Musiklexikons sowie im Steirischen Musiklexikon. Ungeachtet seiner politischen Vergangenheit wurde Holenia 1954 mit dem, nach dem Komponisten Joseph Marx benannten Musikpreis des Landes Steiermark ausgezeichnet; 1960 erschien eine Festschrift. In den 1960er Jahren ehrte die Stadt Graz Holenia mit der Verleihung des Ehrenringes der Stadt, 1980 wurde eine Gedenktafel angebracht.

## Ehrungen und Auszeichnungen
- Großer Österreichischer Staatspreis für Musik, 1937
- Berufstitel Professor, 1959
- Ehrenring der Stadt Graz, 1964

## Werke
- Viola, Oper, uraufgeführt 1934
- Der Schelm von Bergen, Oper, uraufgeführt 1936
- Sommerlegende, Oper, uraufgeführt 1944
- Tiroler Ballade, Oper
- Gratz 1809, Oper
- Sulangi, Oper
- Europa vacata, Oratorium
- Symphonie für Orgel und Orchester